# کوین مک‌دانلد (کارگردان)
کوین مک‌دانلد (انگلیسی: Kevin Macdonald؛ زادهٔ ۲۸ اکتبر ۱۹۶۷) یک کارگردان، فیلم‌نامه‌نویس، و تهیه‌کننده اهل بریتانیا است. وی از سال ۱۹۹۴ میلادی تاکنون مشغول فعالیت بوده‌است.